# Five Islands FC
Five Islands FC ist ein Fußballverein aus Saint John’s im Inselstaat Antigua und Barbuda. Gegründet wurde der Verein 1971 und gehört damit zu den ältesten Vereinen des Landes.
In der Saison 2017/18 spielte Five Islands FC in der Premier League, der höchsten Spielklasse des nationalen Fußballverbands von Antigua und Barbuda. Der fünfmalige Meister von Antigua und Barbuda beendete die Saison auf dem zweiten Platz.

## Erfolge
- Premier League[4]

Fünfmaliger Meister von Antigua und Barbuda.